# Peter Dawson (golfista)
Peter Dawson (Doncaster, 9 maggio 1950) è un golfista britannico.

## Carriera
Giocò nell'European Tour negli anni settanta e vinse il suo unico titolo del circuito nel 1975, al Double Diamond Strokeplay. Tuttavia, la sua miglior stagione fu nel 1977, quando si piazzò settimo nella classifica dell'Ordine di Merito. In quell'anno partecipò alla Ryder Cup (fu il primo europeo mancino della competizione) e alla Coppa del Mondo con Nick Faldo. Dopo aver lasciato l'European Tour nel 1981, allenò le nazionali della Danimarca, della Svizzera e del Marocco. Nel 2000 entrò nell'European Seniors Tour.